# 近藤重克
近藤 重克（こんどう しげかつ、1946年 - ）は、日本の国際政治学者、軍事評論家。専門分野は国際関係、米国の安全保障政策、日米関係。

## 経歴
福岡県に生まれる。1965年福岡県立修猷館高等学校を経て、京都大学法学部を卒業。
1988年防衛庁（現・防衛省）防衛研究所第1研究部第1研究室長、1993年大阪国際大学政経学部教授を経て、1997年防衛研究所第1研究部長に就任。2004年防衛研究所統括研究官となる。
退官後、帝京平成大学教授、日本安全保障・危機管理学会理事などを務めた。

## 著書
- 『ブッシュ政権の国防政策』（梅本哲也・江畑謙介・宮坂直史・高橋杉雄共著、日本国際問題研究所、2002年）